# Edmontonia rugosidens
Edmontonia rugosidens es una especie  del género extinto Edmontonia de dinosaurios tireóforos nodosáuridos, que vivió a finales del período Cretácico, hace aproximadamente entre 83 a 70 millones de años, en el Campaniense y el Maastrichtiense, en lo que hoy es Norteamérica. En 1915, el Museo Americano de Historia Natural obtuvo la mitad frontal casi completa y articulada de un dinosaurio blindado, encontrado el mismo año por Barnum Brown en Alberta , Canadá. En 1922, William Diller Matthew remitió este espécimen, AMNH 5381, a Palaeoscincus en un artículo de ciencia popular, sin indicar ninguna especie en particular. Se pretendía nombrar una nueva especie de Palaeoscincus en cooperación con Brown, pero su artículo nunca se publicó.  Matthew también refirió el espécimen AMNH 5665, el frente de un esqueleto encontrado por Levi Sternberg en 1917. En 1930 Charles Whitney Gilmorer emitió ambos especímenes a Palaeoscincus rugosidens. Esta especie se basó en el espécimen tipo USNM 11868, un esqueleto encontrado por George Fryer Sternberg en junio de 1928. El nombre específico se deriva del latín "rugosus", "rugoso", y dens , "diente". En 1940, Loris Shano Russell remitió los tres especímenes a Edmontonia , como Edmontonia rugosidens. Ocasionalmente se le da su propio género, Chassternbergia, acuñado por primera vez como un subgénero por el Dr. Robert Bakker en 1988 como Edmontonia (Chassternbergia) rugosidens, basado en las diferencias de proporciones con el cráneo de E. longiceps. Este subgénero o género no es generalmente aceptado;  El nombre de  Chassternbergia fue acuñado en honor al Dr. Charles Mortram "Chas" Sternberg (1885-1981), un paleontólogo canadiense que en 1928,  nombrara y describiera a Edmontonia longiceps, un nodosáurido a que Robert Bakker usara como base para proponer una nueva familia Edmontoniidae, en la cual incluyó al subgénero, Chassternbergia y al nuevo género Denversaurus schlessmani. De esta manera Sternberg, fue honrado por su trabajo sobre Edmontonia longiceps. E. rugosidens se encuentra en el Campaniense  inferior formación parque de dinosaurios, que data de hace unos 76,5-75 millones de años. Muchos hallazgos posteriores han sido referidos a E. rugosidens, entre ellos CMN 8879, la parte superior de un cráneo encontrado en 1937 por Harold D'acre Robinson Lowe,  ROM 433, una espina bífida descubierta por Jack Horner en 1986 entre material Oohkotokia, ROM 5340, placas mediadas emparejadas; ROM 1215, un esqueleto, RTMP 91.36.507, una calavera, RTMP 98.74.1, un posible cráneo de Edmontonia, RTMP 98.71.1, un esqueleto, RTMP 98.98.01, un cráneo y la mandíbula inferior derecha; y RTMP 2001.12.158, un cráneo.